# Relaciones España-Malta
Las relaciones de España-Malta son las relaciones exteriores entre el Reino de España y la República de Malta. Ambos países establecieron relaciones diplomáticas mutuas en 1977. Estados miembros de la Unión Europea (UE), ambos forman parte del espacio Schengen y de la eurozona. 

## Historia

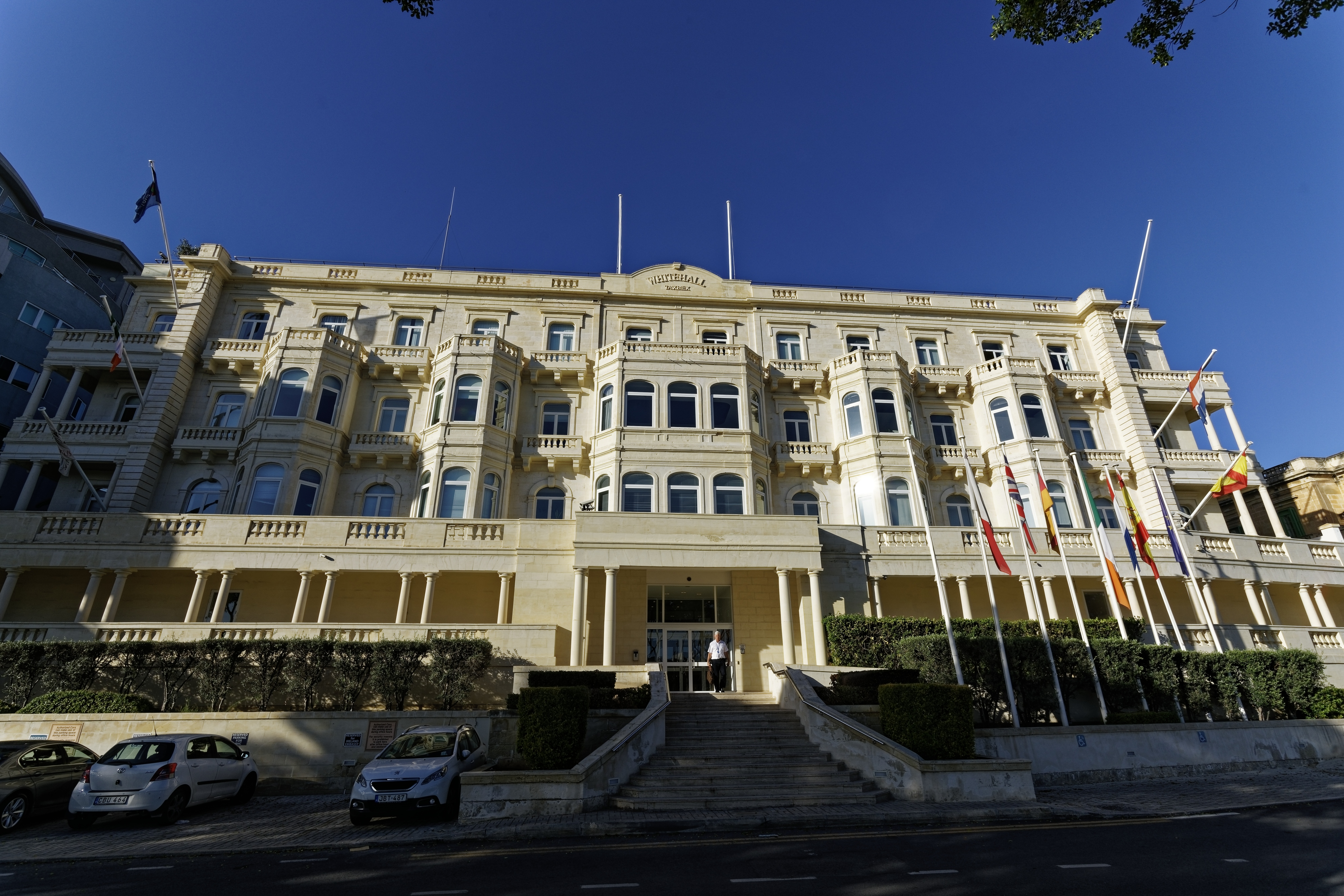
Embajada de España en La Valeta (Ta' Xbiex).

Fue en el año 1530 cuando el emperador Carlos I, como rey de Aragón y Sicilia, cedió la soberanía de esta isla a los Caballeros de la Orden de San Juan, que desde entonces se conocen como la Orden de Malta. Y para que los caballeros no olvidaran el gesto de generosidad del monarca, la Orden de Malta instituyó el famoso tributo del Halcón Maltés, el antiguo homenaje que esta histórica institución dedicaba a la corona Hispana.
En 2019, ambos países celebraron 50 años de relaciones, destacando "los fuertes lazos culturales e históricos" de ambos países, y su contribución a la UE y al Mediterráneo.

## Problemas de migración
En diciembre de 2008, los dos países acordaron colaborar en cuestiones relativas a la migración ilegal, incluida la repatriación. En una reunión entre el ministro del Interior, Carmelo Mifsud Bonnici, y su homólogo español, Alfredo Pérez Rubalcaba, se acordó que la aplicación del Pacto de Inmigración y Asilo era una prioridad. Los dos países acordaron que un grupo de policías españoles se debía enviar a Malta en 2009 para ayudar a las fuerzas de Malta con la repatriación.

## Acuerdos
En enero de 2007, los dos países firmaron un tratado tributario.

## Misiones diplomáticas
- España tiene una embajada en Ta' Xbiex[4] y un Centro Cultural en Balzan.[5]
- Malta tiene una embajada en Madrid y consulados-honorarios en Barcelona, Palma de Mallorca, Santander, Sevilla y Valencia.